# 野山鹰
《野山鹰》，原名《铁血海棠》，是中華人民共和國的一部電視連續劇，描述1940年代發生在浙江東部山區的革命爱情故事。《野山鹰》特别邀请影视音乐团队“北京磁力文化传播有限责任公司”跨刀制作影视音乐。
2015年7月14日在上海东方电影频道黄金时段开播，其后山东齐鲁频道、江苏综艺频道、广东经视、湖南经视频道、湖北综艺频道及贵州卫视、河南卫视亦有播出。

## 演员
| 演员     | 角色     | 简介                                     |
| 张晨光   | 王伯雄   | 军统阵营里人物                           |
| 杨舒     | 野山鹰   | 满腔热血的女战士                         |
| 秦子越   | 苏海棠   | 心怀理想、刚柔并济的女豪杰               |
| 孙鹏滨   | 朱有为   | 穷酸书生、插科打诨却又心怀家国梦想的青年 |
| 李思博   | 耗子     | 深藏岁月的神偷                           |
| 傅淼     | 上官雪   | 痴情悲惨的殉爱军统女特工                 |
| 端木崇慧 | 大鹰淑子 | 超强军事素质的日本女军人                 |
| 丁子玲   | 闫小蓓   | 懂日语会医术的女特工                     |
| 梁天     | 金 爷    | 老谋深算的军火贩子                       |
| 李依伊   | 芊芊     | 王伯雄之女                               |
| 王妍苏   | 一枝梅   |                                          |